# Runes of Magic
Runes of Magic (RoM) je fantasy MMORPG počítačová hra. Byla vyvinuta společností Runewaker Entertainment, pro anglický a německý trh přizpůsobena společností Frogster Interactive Pictures, vydavatelem Gameforge. Hra je od začátku spuštěna jako „free-to-play“ (F2P) – herní klient je zdarma ke stažení, nejsou zde žádné měsíční poplatky, platí se pouze za nákup některých předmětů a výhod.